# Polyalthia viridis
Polyalthia viridis este o specie de plante din genul Polyalthia, familia Annonaceae, descrisă de William Grant Craib. Conform Catalogue of Life specia Polyalthia viridis nu are subspecii cunoscute.